# غيلبرت ميلر
غيلبرت ميلر (بالإنجليزية: Gilbert Miller)‏ هو رائد أمريكي، ولد في 3 يوليو 1884 في نيويورك في الولايات المتحدة، وتوفي بنفس المكان في 2 يناير 1969.

## وصلات خارجية
- غيلبرت ميلر على موقع IMDb (الإنجليزية)
- غيلبرت ميلر على موقع قاعدة بيانات برودواي على الإنترنت (الإنجليزية)
- غيلبرت ميلر على موقع قاعدة بيانات برودواي على الإنترنت (الإنجليزية)
- غيلبرت ميلر على موقع قاعدة بيانات الفيلم (الإنجليزية)